# Roques del Berlinga
Les Roques del Berlinga és una muntanya de 1.088 metres que es troba al municipi de Sant Jaume de Frontanyà, a la comarca catalana del Berguedà.